# E641
E641 eller Europaväg 641 är en 100 kilometer lång europaväg som går från Wörgl i Österrike via Tyskland till Salzburg i Österrike.

## Sträckning
Wörgl - St. Johann - Lofer - (gräns Österrike-Tyskland) - Bad Reichenhall - (gräns Tyskland-Österrike) - Salzburg

## Standard
Vägen är landsväg hela sträckan, förutom en kort bit motorväg närmast Wörgl. 
Vägen passerar på en ca 20 km lång genom Tyskland. I och med Schengenavtalet är det inga gränskontroller i allmänhet, innan dess var det ofta köer i gränskontrollerna.

## Alternativa vägar
Alternativ väg inom Österrike mellan Wörgl och Salzburg är cirka 85 km längre. Den mest använda vägen mellan Wörgl och Salzburg är dock E60 som är motorväg. Den är 25 km längre än E641, och går också genom Tyskland.

## Anslutningar till andra europavägar
- E45
- E60
- E62